# Cinema staff (アルバム)
『cinema staff』（シネマスタッフ）は、cinema staffの1枚目のオリジナルアルバム。2011年6月1日にunder_barからリリースされた。

## 概要
cinema staffにとっての初となるオリジナルアルバム。シングル曲は収録されておらず、収録曲11曲全てが初出の楽曲である。
前作のミニアルバム「Blue,under the imagination」リリース後から約1年間かけて制作された。「砂漠から海への旅」が、今作のテーマであり、岐阜県育ちの彼ら故に、「海は憧れの象徴であり、到達点というイメージがある」とメンバーはコメントしている。また、セルフタイトルのアルバムとなったが、アルバム制作の中盤までタイトルをどうするか悩んでおり、セルフタイトルになった理由について、「楽曲が揃っていくうちに、セルフタイトルにふさわしい作品になったから」と三島はコメントしている。

## 収録曲
（全作詞：三島想平、作曲・編曲：cinema staff）
1. 白い砂漠のマーチ [3:45]
「砂漠」を題材にしたテーマ楽曲。
三島は、「この楽曲ができたことで自由度が増した」と話しており、久野は「この曲で世界が拡がった」とコメントしている[4]。
2. 火傷 [3:53]
3. skeleton [3:20]
今作のリード曲。
MVが存在する。
4. 明晰夢 [4:09]
5. You Equal Me [3:02]
6. super throw [4:15]
7. cockpit [3:01]
8. 実験室 [5:10]
9. 錆のテーマ [3:28]
10. どうやら [4:10]
今作に収録されている楽曲の中で、一番古くに制作された楽曲[4]。この曲のモチーフはゲームの「魔界塔士Sa・Ga」。
11. 海について [7:23]
3部作構成の楽曲であり、このアルバムの「砂漠からの海への旅」のテーマにもある、「海」を題材にした楽曲[2]。
7分を超える大作であり、「最後にふさわしい大作を作ろうとしていくうちに、妄想がどんどん膨らんでいった」とコメントしている[4]。